# Soatá

Localização de Soata no departamento de Boyacá.

Soata é um município no departamento de Boyacá, na Colômbia.